# Nadejna de Bulgària
Nadejna de Bulgària, duquessa de Württemberg (Sofia, 1899 - Stuttgart, 1958). Princesa de Bulgària amb el tractament d'altesa reial que també ostentà els títols de princesa de Saxònia-Coburg Gotha i del duquessa a Saxònia. Per matrimoni aconseguí el títol de duquessa de Württemberg.

## Orígens familiars
Nascuda el dia 8 de gener de l'any 1899 a Sofia filla del rei Ferran I de Bulgària i de la princesa Maria Lluïsa de Borbó-Parma. Nadejna era neta per via paterna del príncep August de Saxònia-Coburg Gotha i de la princesa Clementina d'Orleans mentre que per via materna era neta del duc Robert I de Parma i de la infanta Maria Pia de Borbó-Dues Sicílies.

## Núpcies i descendents
El dia 24 de gener de l'any 1924 contragué matrimoni a la localitat alemanya de Bad Mergentheim amb el duc Albert de Württemberg, fill del cap de la casa reial de Württemberg, el duc Albert de Württemberg, i de l'arxiduquessa Margarida d'Àustria. La parella tingué cinc fills:
- SAR el duc Ferran de Württemberg, nat el 1825 a Karlsruhe.

- SAR la duquessa Margarida de Württemberg, nada el 1928 a Karlsruhe. El 1970 es casà a Althausen amb el vescomte François Luce de Chevigny.

- SAR el duc Eugeni de Württemberg, nat el 1930 a Karlsruhe. Es casà el 1962 a Salzburg amb l'arxiduquessa Alexandra d'Àustria de qui es divorcià el 1972.

- SAR el duc Alexandre de Wurttemberg, nat a Stuttgart el 1933.

- SAR la duquessa Sofia de Württemberg, nada el 1937 a Stuttgart. Es casà el 1969 a Althausen amb el ciutadà portuguès Antonio de Ramos-Bandeira de qui es divorcià el 1974.

La princesa Nadejna morí a la ciutat de Stuttgart el dia 15 de febrer de l'any 1958 a l'edat de cinquanta-nou anys. Durant la Segona Guerra Mundial la princesa hagué de veure la mort en accident automobilístic del rei Boris III de Bulgària, accident de causes més que sospitoses, i l'execució del príncep regent Ciril de Bulgària per les tropes soviètiques.